# Dar al-Sulh
Dar as-Sulh (àrab: دار الصُلْح, Dār aṣ-Ṣulḥ, ‘Territori de l'Acord’) és el nom donat als primers segles de l'islam als territoris no conquerits però que havien acordat una treva (hudna) o un acord (sulh) a canvi d'un tribut. El pagament del tribut era la garantia de la treva. Els primers tractats (ahd) o treves es van fer amb els cristians de Najran, al Iemen, i amb els de Núbia. De vegades, els ahd imposaven pagaments de tributs diversos com esclaus (baki) o el kharadj i la jizya (o capitulació).
Els territoris es dividien pels musulmans en tres classes:
1. Els conquerits per les armes
2. Els sotmesos sense resistència o dels que havia fugit el governant
3. Els adquirits per tractat

En el darrer cas es produïen dos casos: el primer quan la propietat passava a ser un bé comú (waqf) dels musulmans; el segon quan era conservada pels seus antics amos. En el primer cas els antics propietaris de fet conservaven les propietats i esdevenien dhimmís pagant el kharaj i la jizya mentre el país esdevenia Dar al-Islam; en el segon cas conservaven les terres i pagaven el kharaj fins que es convertien a l'islam. Era just en aquest cas que els territoris eren considerats com Dar as-Sulh o Dar al-Ahd; la propietat es podia vendre i si la comprava un musulmà ja no havia de pagar el kharaj.